# Burg Brennhausen
Die Burg Brennhausen liegt etwa vier Kilometer westlich von Sulzdorf an der Lederhecke im Landkreis Rhön-Grabfeld in Unterfranken. Das gut erhaltene Wasserschloss wird noch bewohnt und ist nur von außen zu besichtigen. Die Burg Brennhausen ist zugleich ein Gemeindeteil von Sulzdorf.

## Geschichte

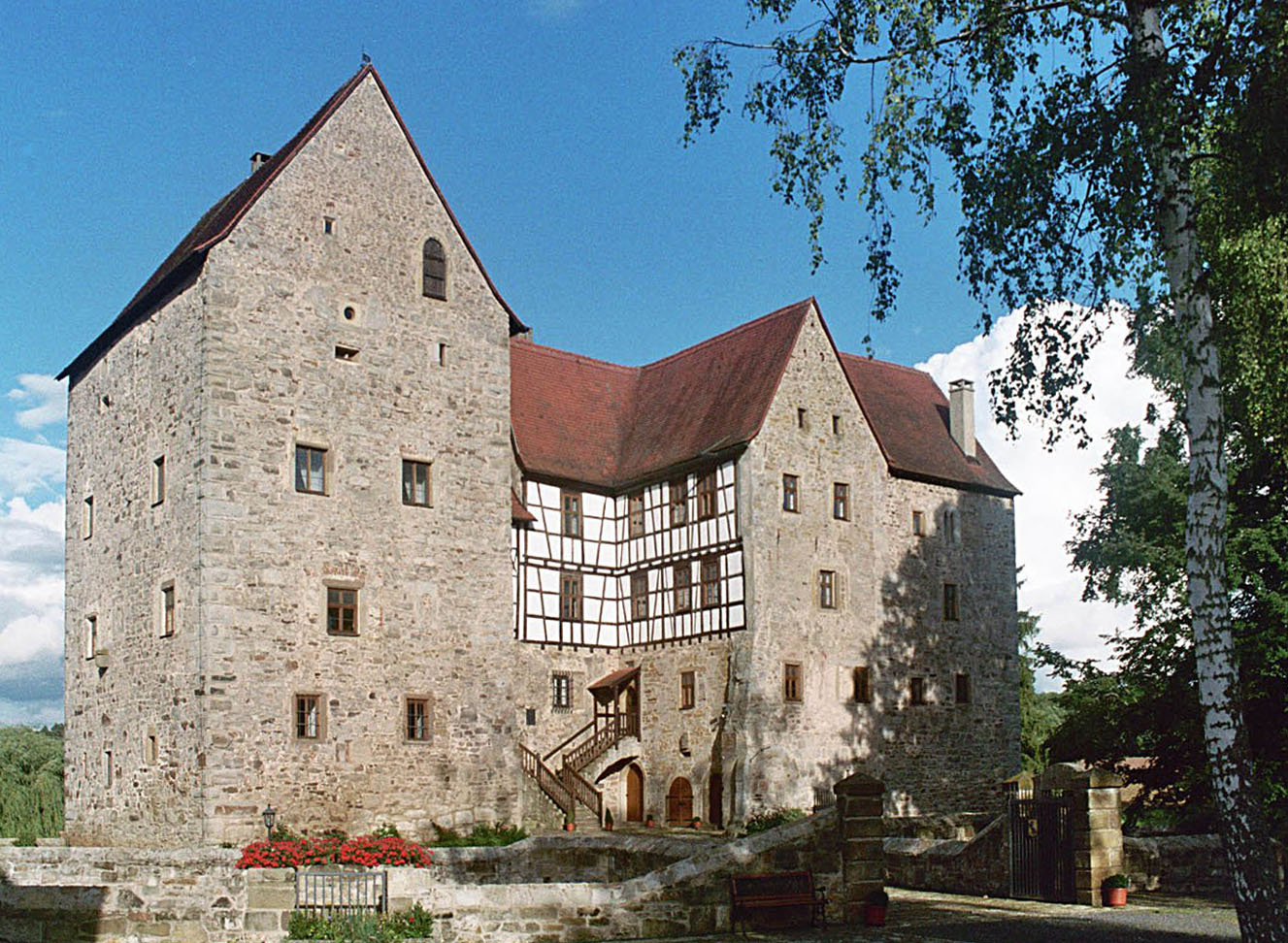
Sicht von Nordwesten; ganz rechts der älteste Wohnturm

Zur älteren Geschichte des Burgschlosses an der Grenze zwischen den Haßbergen und dem Grabfeld gibt es nur wenige gesicherte Überlieferungen. Einige Teile der Burg scheinen noch auf das 13. Jahrhundert zurückzugehen. Die verwinkelte Anlage besteht aus dem ursprünglichen Wohnturm auf annähernd quadratischem Grundriss, an den sich anfangs ein viereckig ummauerter Hof anschloss, in dem vermutlich kleinere Wirtschaftsgebäude aus Holz oder Fachwerk standen. Die Hofmauer wurde in einer späteren Ausbauphase zur Außenwand der Erweiterungstrakte: zwei weitere, wohnturmartige Flügel auf rechteckigem Grundriss, einer quer an den alten Wohnturm angebaut, der andere in einigem Abstand parallel dazu, und beide verbunden durch einen Zwischentrakt, der aus zwei Teilen unterschiedlicher Höhe besteht, mit einem bzw. zwei Fachwerkobergeschossen. Die drei neueren Trakte bilden einen Innenhof, in dem der heutige Eingang liegt. Die Dächer stammen von 1526–31.
Erst 1421 erscheint als Besitzer ein Truchsess von Brunnhausen in einer Urkunde der Grafen von Henneberg. Weitere Belege stammen von 1439 und 1522. In der zweiten Hälfte des 17. Jahrhunderts belehnte das Hochstift Würzburg den Königshofener Festungskommandanten Franz Günter mit der Herrschaft. Günter wurde gleichzeitig in den Adelstand erhoben und nannte sich fortan Günter von Brennhausen.
Das personengebundene Lehen fiel 1681 an das Hochstift zurück und wurde im selben Jahr als Ausgleich für das eingezogene Burgwallbach an den Freiherrn Hans Kaspar von Bibra verliehen. Dessen Enkel Friedrich Gotthelf gründete die Linie der Freiherren von Bibra-Brennhausen, die das Schloss noch besitzt. Eine Inschrift kündet von einer Renovierung im Jahre 1861. Die Brennhausener Linie der Bibras ist im frühen 20. Jahrhundert in die USA ausgewandert, lässt aber das Gut noch bewirtschaften und bewohnt gelegentlich das Schloss. Besitzer der Burg ist seit 2002 die Stiftung Brennhausen. Das in den letzten Jahrzehnten umfassend sanierte Schloss ist wieder vollständig vom Wasser umgeben.

## Wappen

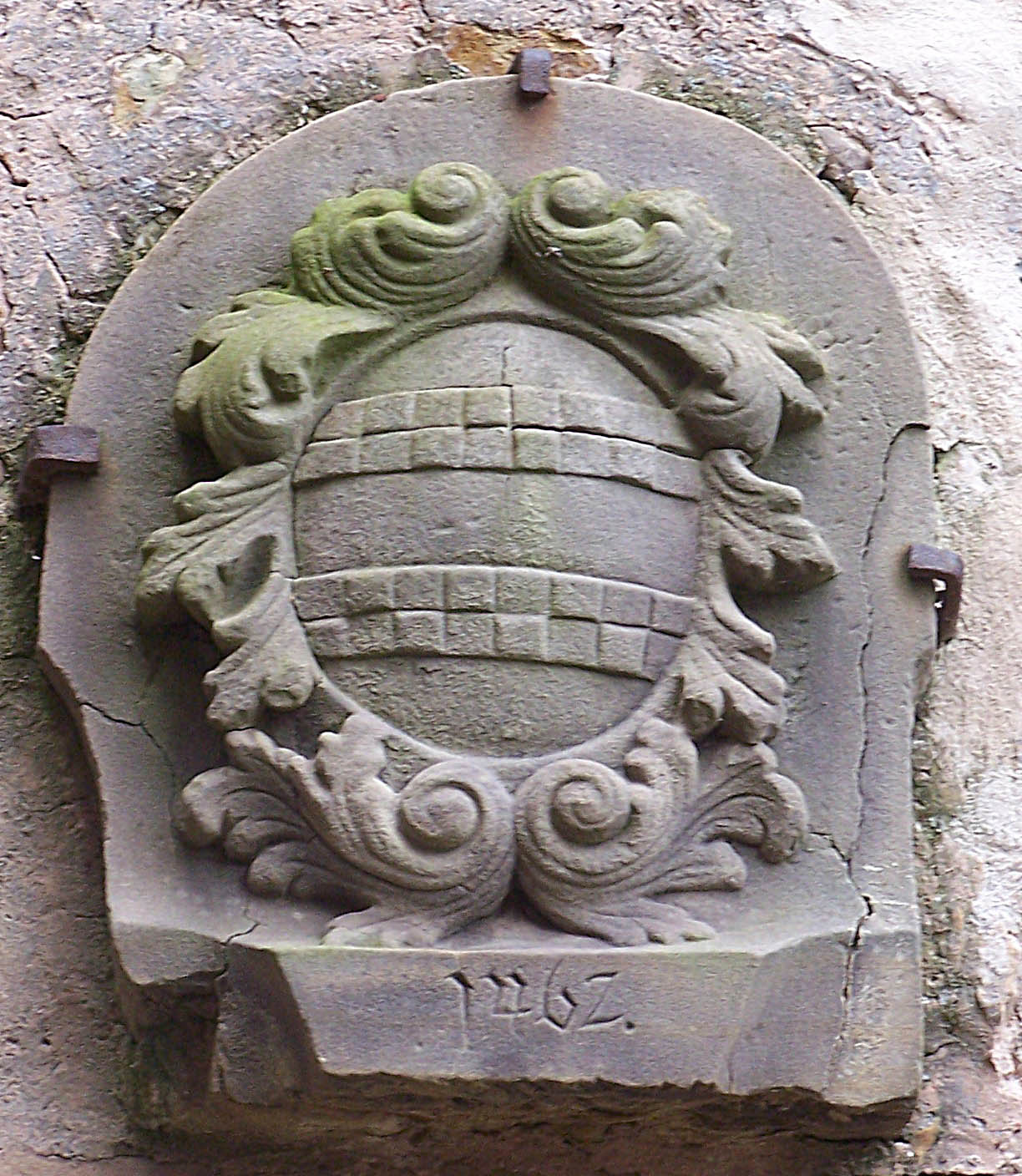
Wappen des Truchseß von Brennhausen, 1462
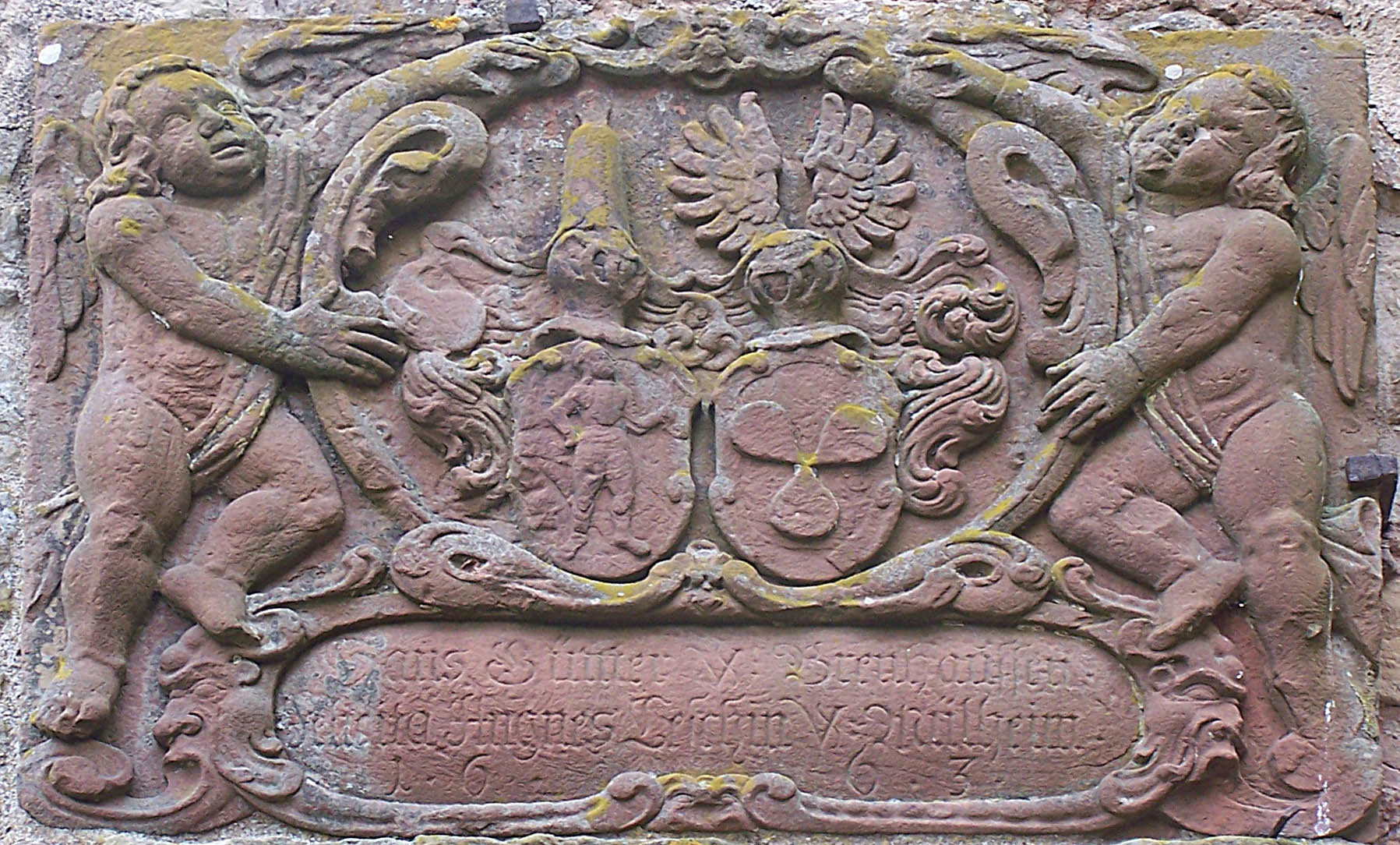
Wappen des Hans Günther von Brennhausen und zweiter Frau, Felicitas Agnes Leschin von Mülheim, um 1663
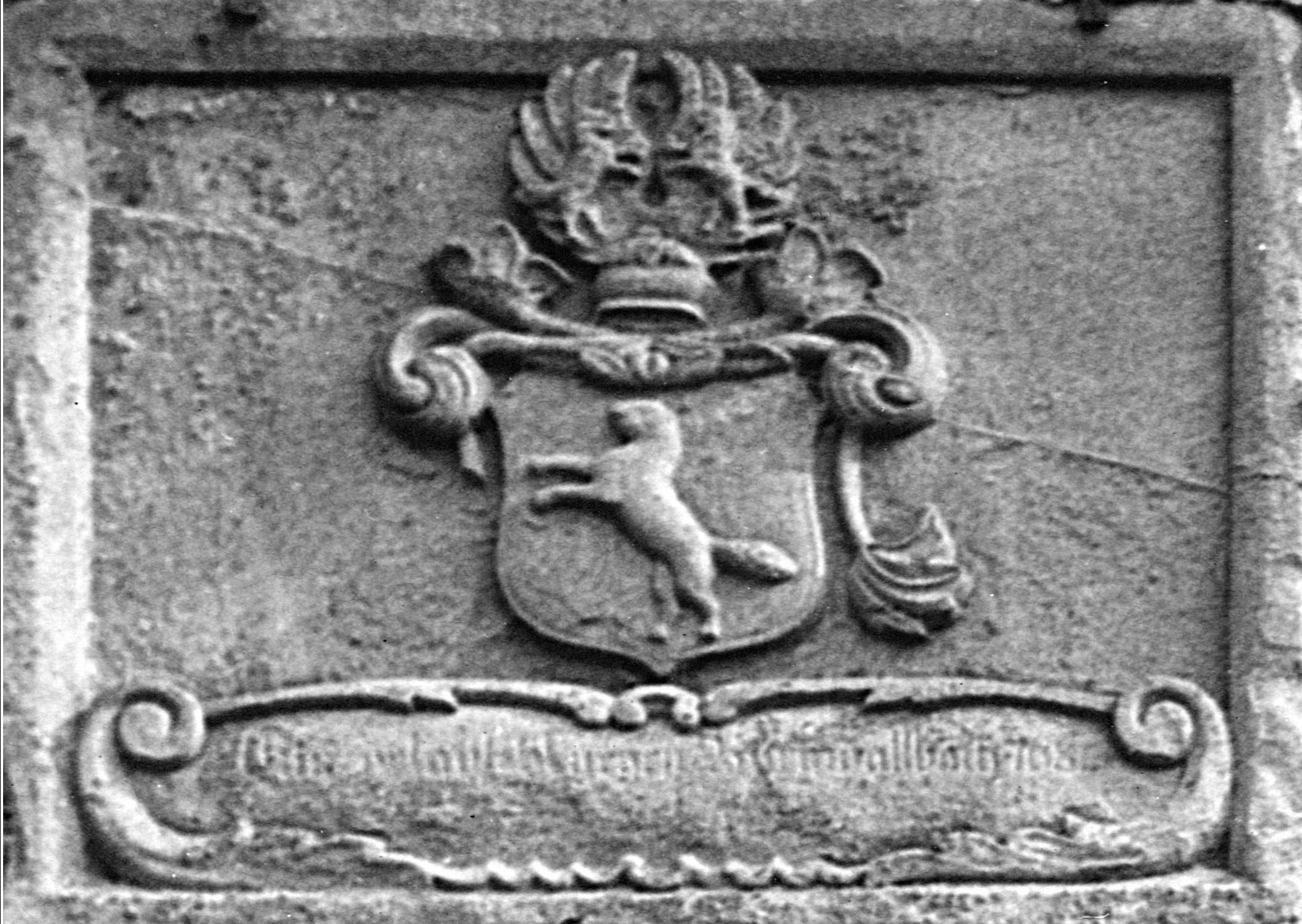
Wappen Bibra, um 1681
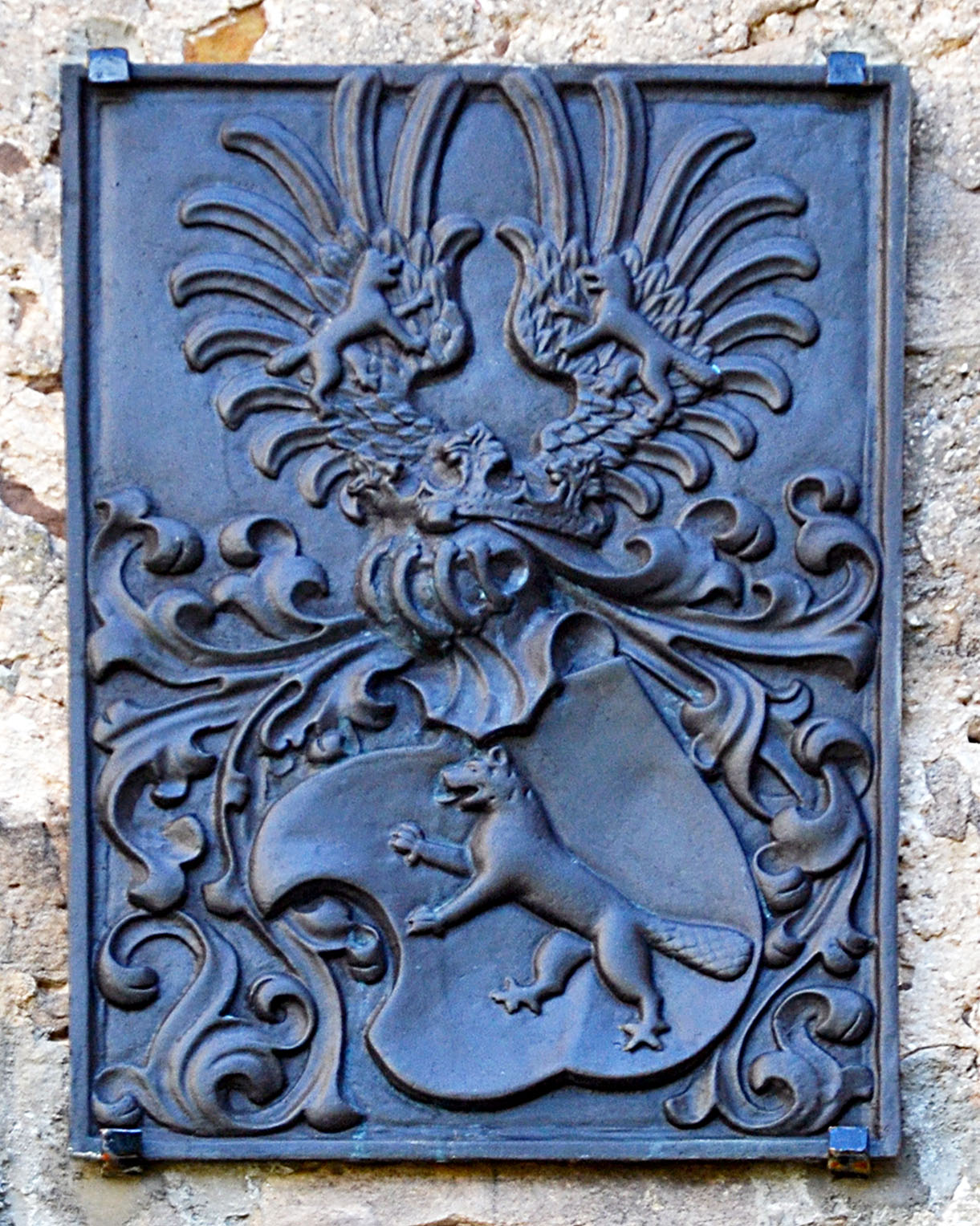
Wappen Bibra, Kopie von Peter Vischer der Elder Wappen in Wasserschloss Irmelshausen

## Beschreibung

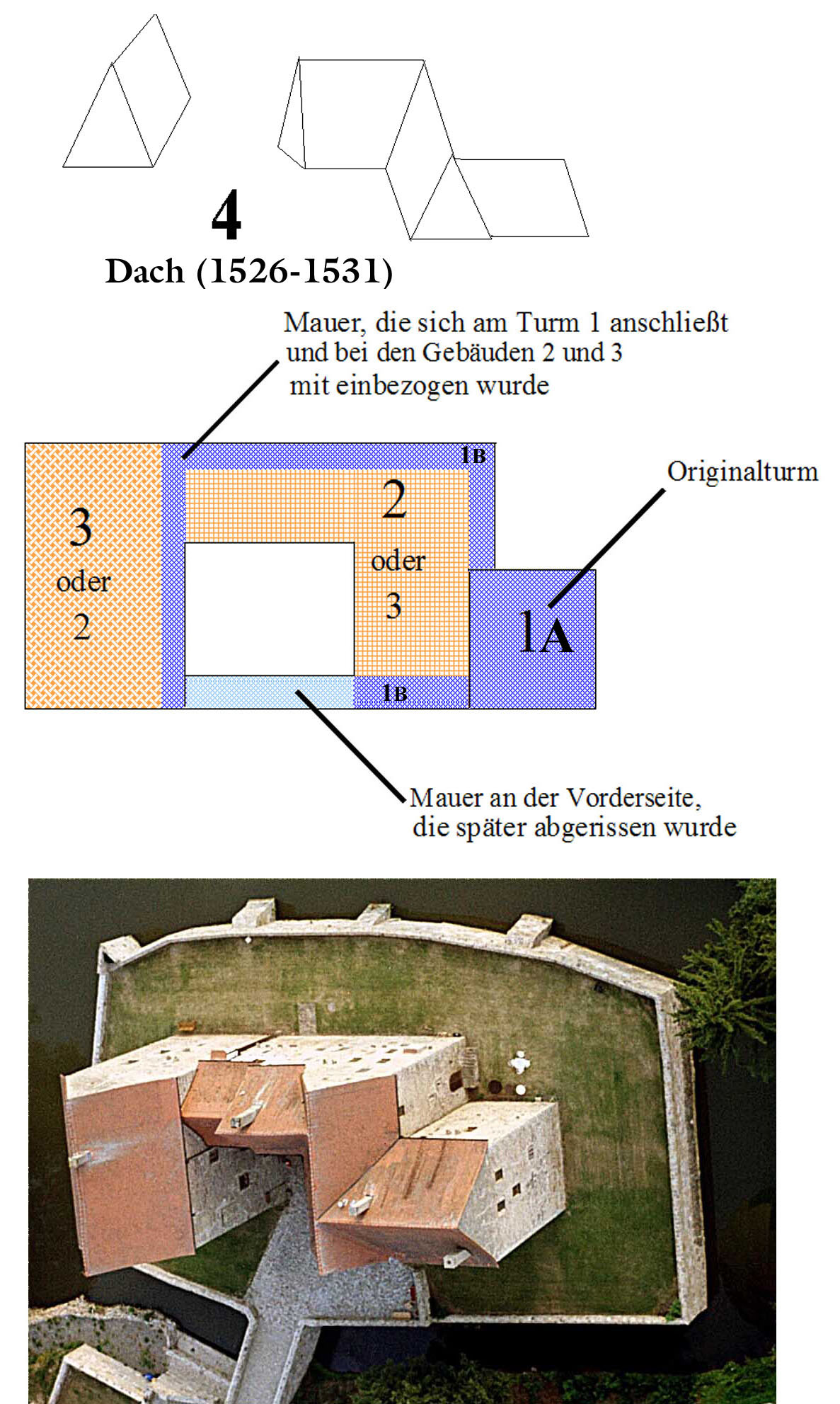
Luftaufnahme des Schlosses von oben mit korrespondierender Schemazeichnung

Das Burgschloss liegt einsam auf einer rechteckigen, gemauerten Terrasse im Talgrund. Die ehemaligen Wassergräben bzw. der Schlossweiher wurden inzwischen wiederhergestellt. Der Inventarband von 1915 verzeichnet dort nur sumpfige Wiesen. Der Zugang erfolgt von Westen über eine Steinbrücke. Auf dieser Seite und im Norden wird der Schlossbezirk von einigen Wohn- und Wirtschaftsgebäuden abgeschlossen.
Die Burg besteht aus zwei gotischen Wohntürmen, die mit einem winkelförmigen Zwischenbau verbunden sind. Besonders markant ist der rechteckige, viergeschossige Nordturm, den wie die anderen Bauteile ein hohes, ziegelgedecktes Satteldach abschließt. Die anderen Bauteile sind niedriger, auch der quadratische Südturm. Die Anlage besteht größtenteils aus unverputztem, unregelmäßigem Sandsteinmauerwerk mit verzahnten Eckquadern, teilweise mit Fachwerkaufsätzen. An den Außenseiten sind einige Aborterker erhalten. Der kleine Burghof war ursprünglich durch eine Quermauer geschlossen, deren Reste noch am Südflügel ansetzen.
Im Inneren sind einige Räume im Erdgeschoss durch einfache Kreuzgewölbe überspannt. Die Zimmer in den Obergeschossen besitzen teilweise Flachdecken mit barockem Rahmenstuck.

## Bildergalerie

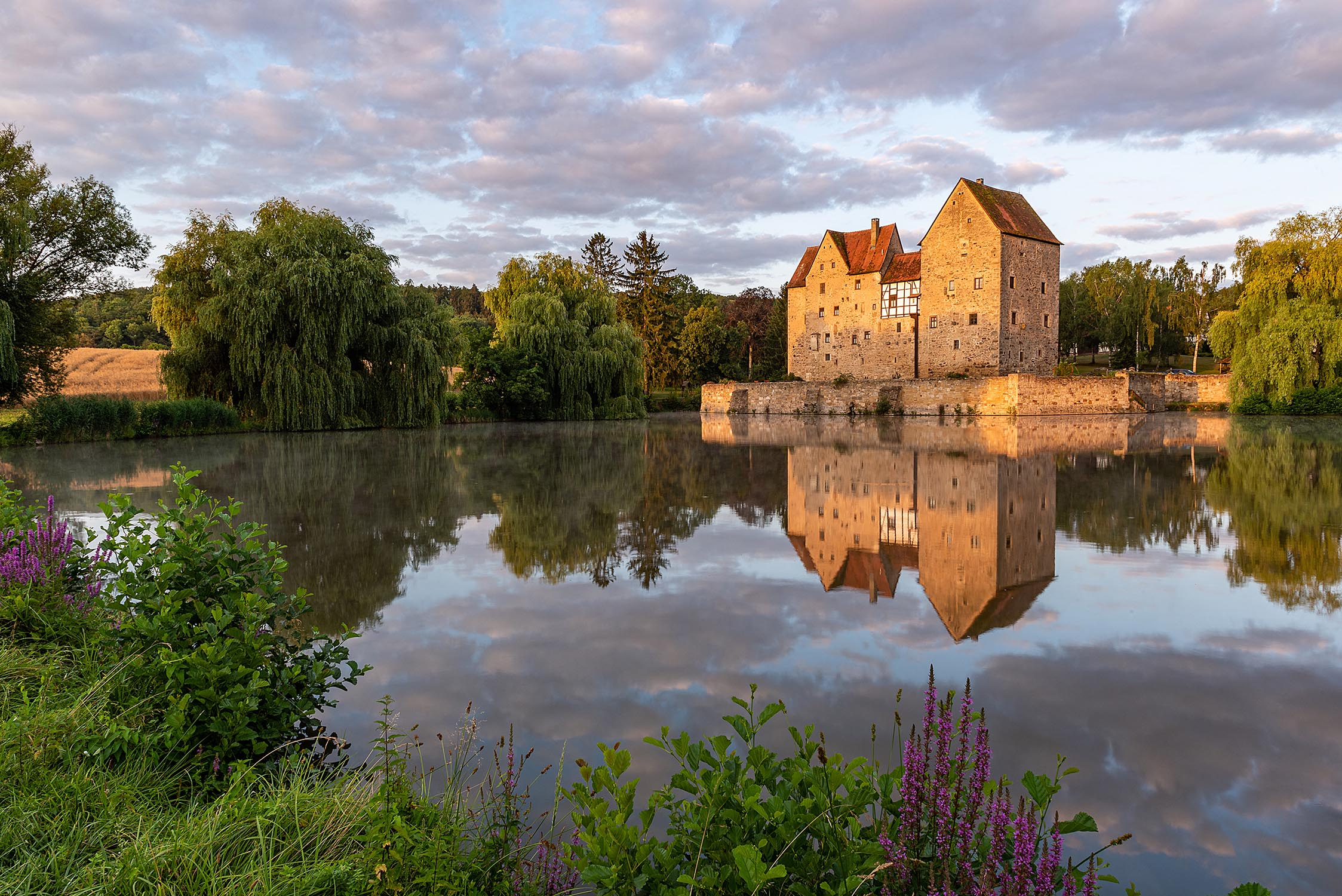
Ansicht der Anlage von Osten 2019
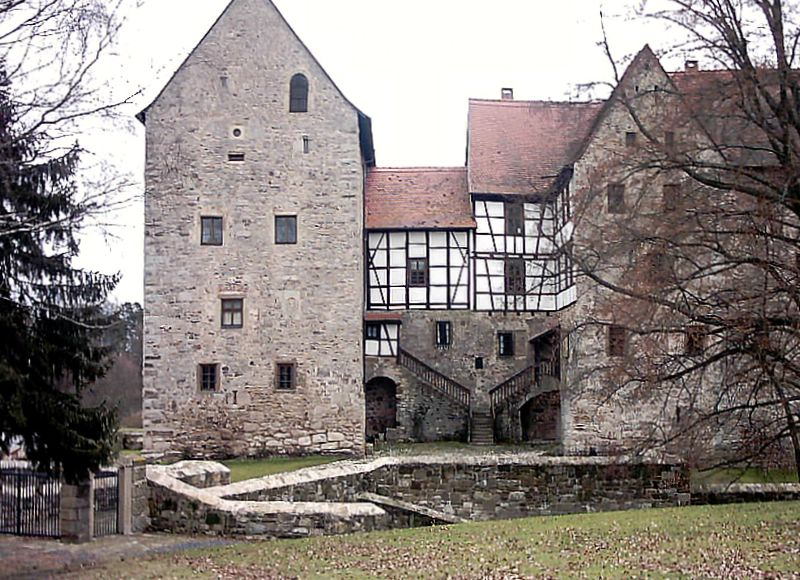
Seitenansicht der Burg Brennhausen von Westen (2004)
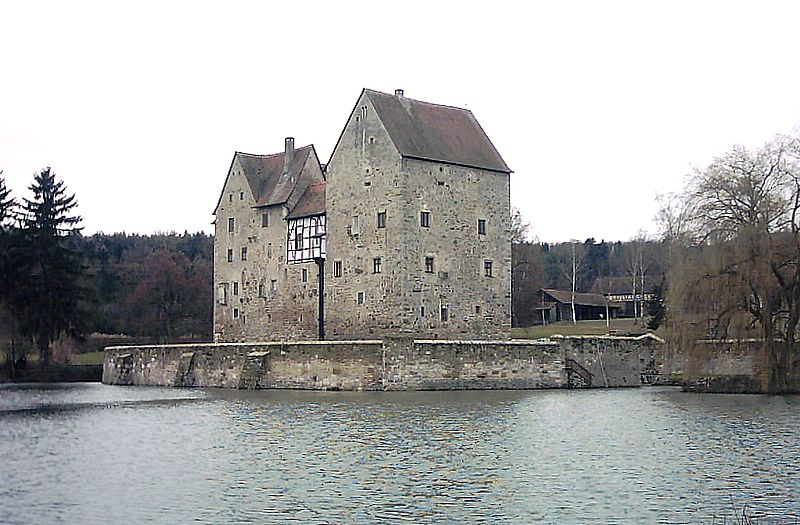
Ansicht der Burganlage von Nordosten über den Burgteich (Sommer 2004)
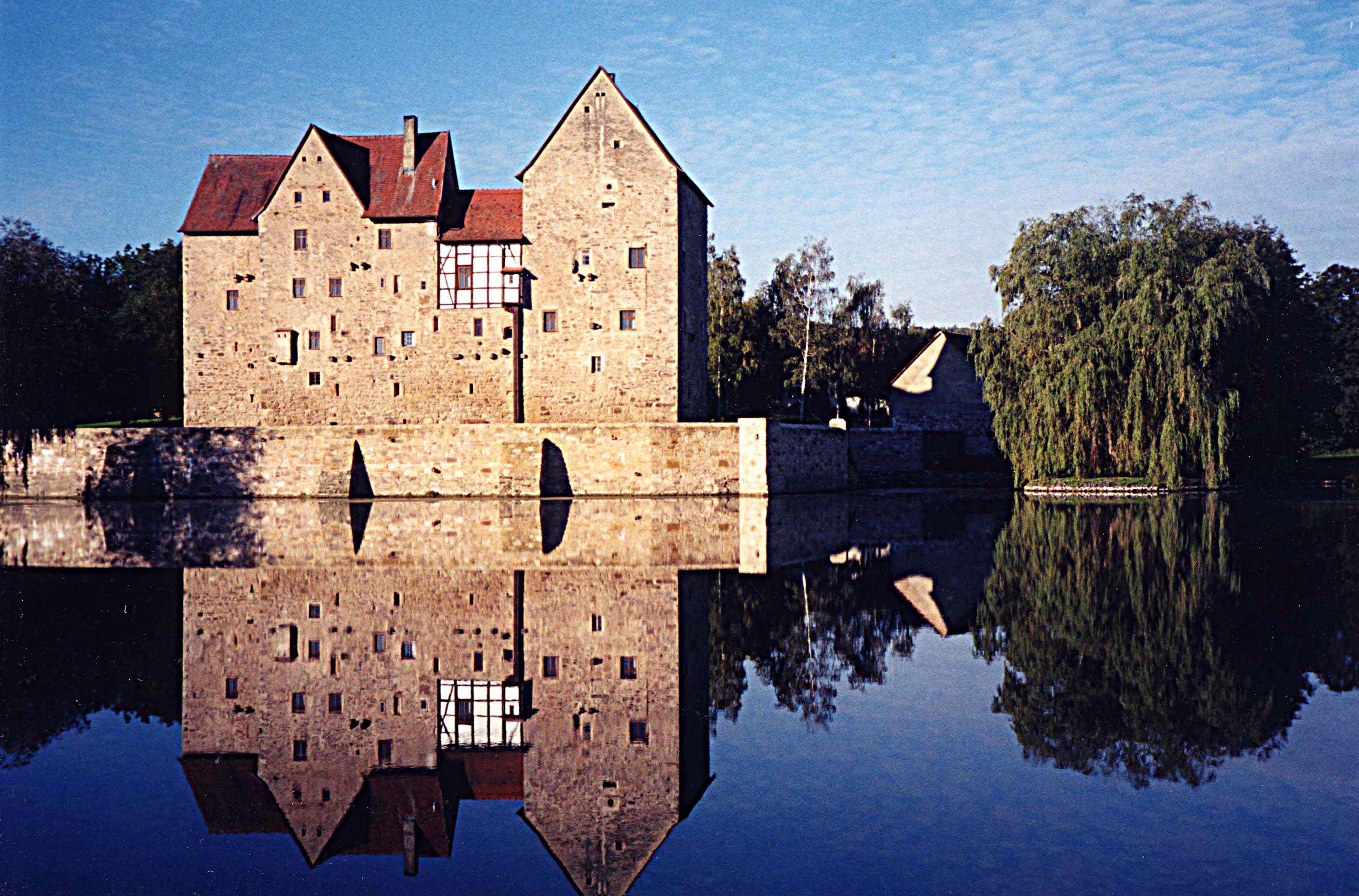
Ansicht der Anlage von Osten über den Burgteich (2005)
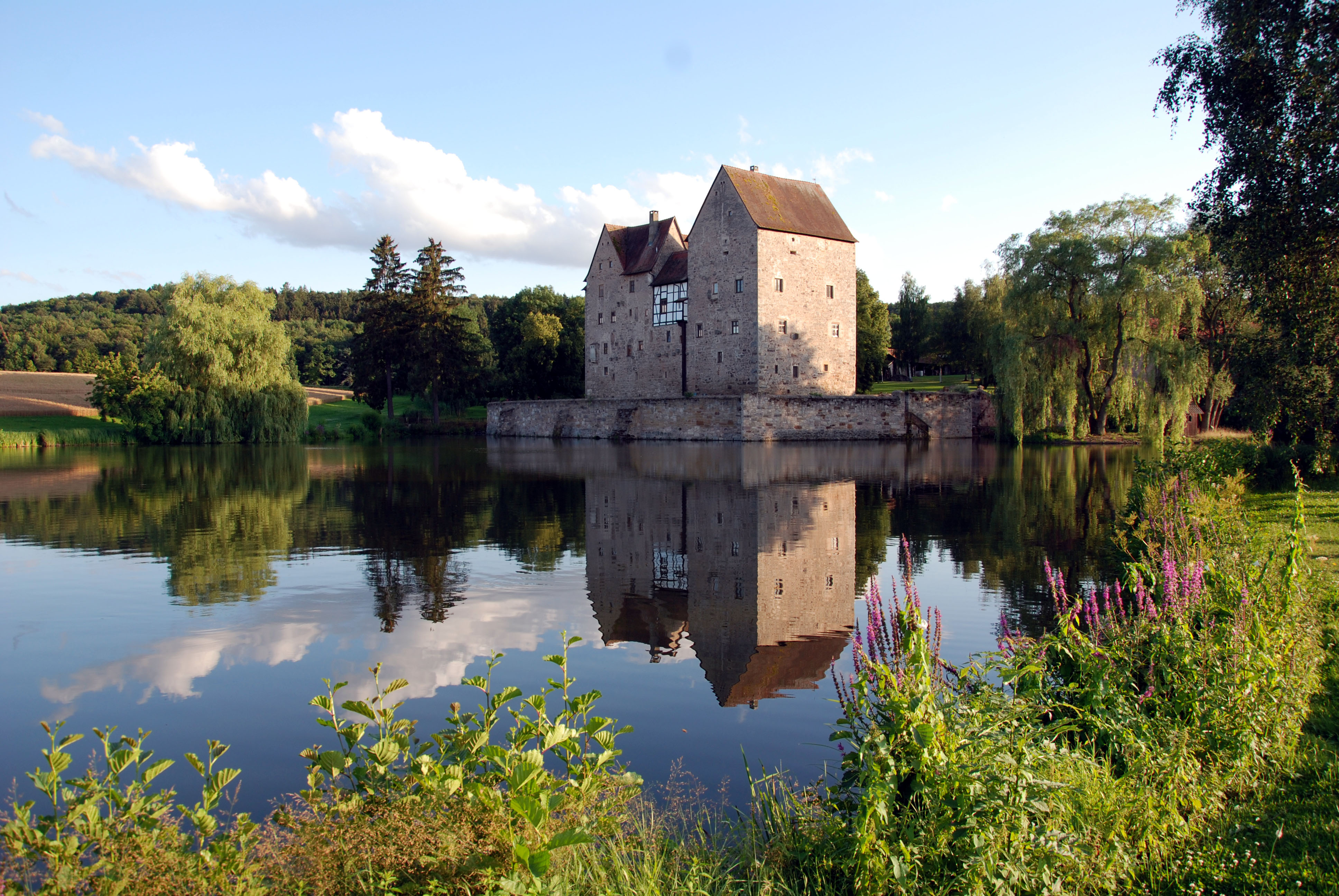
Ansicht der Anlage von Nordosten über den Burgteich (Juli 2009)
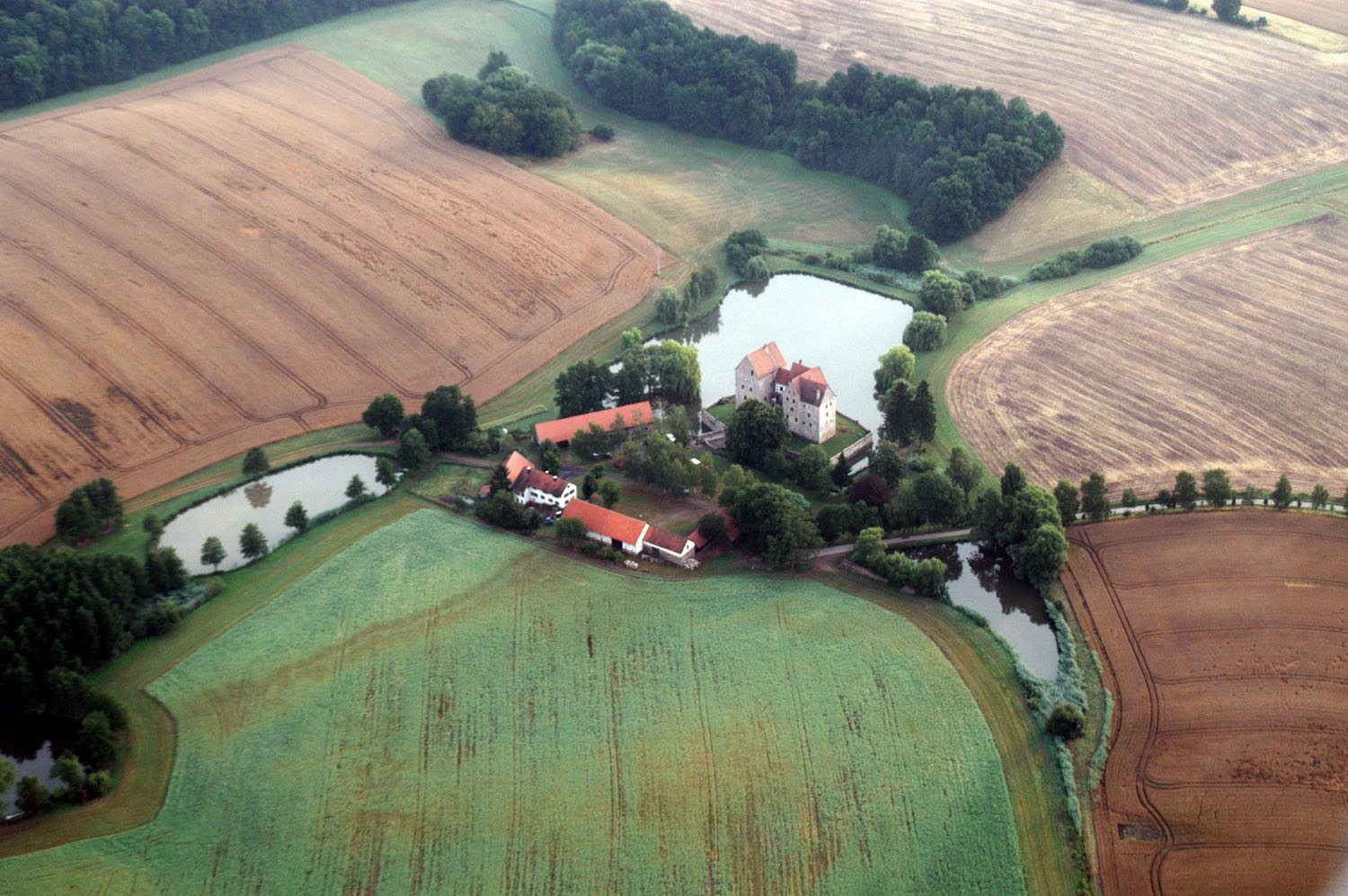
Luftbild der Gesamtanlage mit Burgteichen und Nebengebäuden von Südwesten (2006)
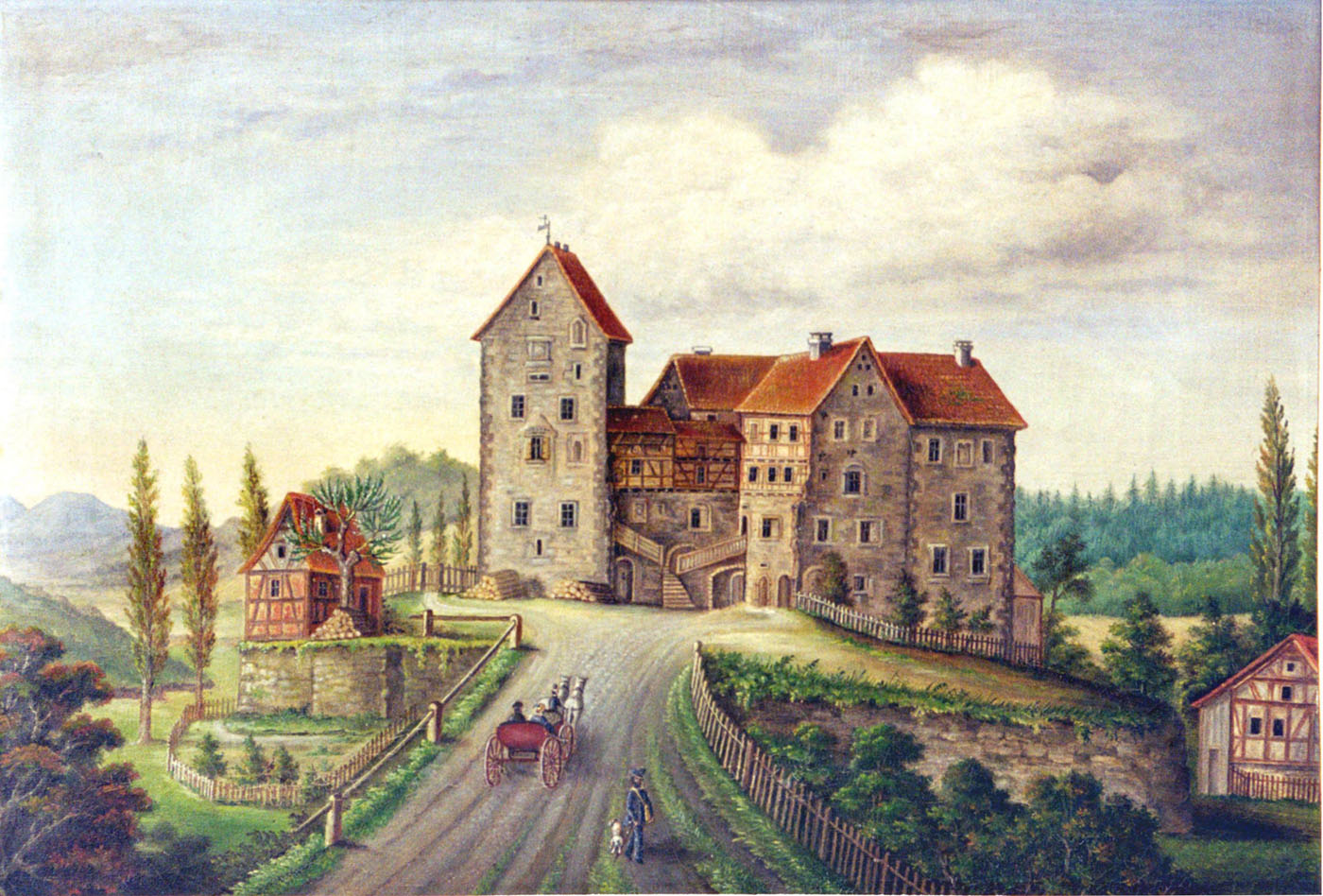
Foto eines Gemäldes der Burg Brennhausen (bearbeitet), Ansicht von Westen